# Phyllocycla neotropica
Phyllocycla neotropica är en trollsländeart som beskrevs av Belle 1970. Phyllocycla neotropica ingår i släktet Phyllocycla och familjen flodtrollsländor. Inga underarter finns listade i Catalogue of Life.